# Liste der Baudenkmäler in Thundorf in Unterfranken
Auf dieser Seite sind die Baudenkmäler in der unterfränkischen Gemeinde Thundorf in Unterfranken zusammengestellt. Diese Tabelle ist eine Teilliste der Liste der Baudenkmäler in Bayern. Grundlage ist die Bayerische Denkmalliste, die auf Basis des Bayerischen Denkmalschutzgesetzes vom 1. Oktober 1973 erstmals erstellt wurde und seither durch das Bayerische Landesamt für Denkmalpflege geführt wird. Die folgenden Angaben ersetzen nicht die rechtsverbindliche Auskunft der Denkmalschutzbehörde.
 Diese Liste gibt den Fortschreibungsstand vom 16. April 2020 wieder und enthält 52 Baudenkmäler.

## Baudenkmäler nach Ortsteilen

### Thundorf in Unterfranken
| Lage                                                    | Objekt | Beschreibung | Akten-Nr.     | Bild           |
| ------------------------------------------------------- | --- | --- | ------------- | -------------- |
| Am Kirchberg (Standort)                                 | Kreuzweg | Vierzehn Kreuzwegstationen, Relieftafeln mit Rundbogenabschluss, Maßwerkornament und Bildszene, auf abgetrepptem Sockel mit Inschrift, Sandstein, neugotisch, von Michael Arnold, 1852 | D-6-72-157-55 | weitere Bilder |
| Am Kirchberg (Standort)                                 | Friedhofsmauer | Im südlichen Abschnitt mit Grabmälern und Spolien der 1816 abgebrochenen Michaelskapelle vom 16.–18. Jahrhundert, Sandstein, Bruchsteinmauerwerk, wohl 18. Jahrhundert | D-6-72-157-13 | weitere Bilder |
| Am Kirchberg, vor dem Friedhof aufgestellt (Standort)   | Grabdenkmale | Vor allem des 19. und frühen 20. Jahrhunderts | D-6-72-157-13 | weitere Bilder |
| Am Kirchberg 1 (Standort)                               | Ehemalige Schule | Zweigeschossiger Massivbau mit Satteldach, Uhrengaupe und Glockendachreiter, bezeichnet „1876“, im Kern um 1600 | D-6-72-157-40 | weitere Bilder |
| Am Kirchberg 1 (Standort)                               | Scheune | Eingeschossiger Fachwerkbau mit massiver Hausteinwand im Westen und Halbwalmdach, um 1750 | D-6-72-157-40 | weitere Bilder |
| Am Kirchberg 2, An der Ritterschule 2, 4 (Standort)     | Ehemalige Schule für adelige Kinder, sogenannte Ritterschule, ehemalige Vogtei, ehemaliges Pfarrhaus und ehemaliges Judenhaus mit Synagoge | Langgestreckter Satteldachbau über tonnengewölbtem Keller, Fachwerk sowie im westlichen Teil Hau- bzw. Bruchsteinmauerwerk, Sandstein, 16.–18. Jahrhundert | D-6-72-157-41 | weitere Bilder |
| An der Lache 1 (Standort)                               | Modernes Wegkreuz | Mit hölzernem Christuscorpus des Vorgängerkruzifixes, um 1880 | D-6-72-157-14 | weitere Bilder |
| Hainweg (Standort)                                      | Relieftafel | Mit Darstellung einer Immaculata, darunter barocke Inschriftenkartusche, in einer nach alten Formen erneuerten Wegkapelle, bezeichnet „1755“ | D-6-72-157-15 | weitere Bilder |
| Kirchplatz 1 (Standort)                                 | Ehemaliges Brau- und Kelterhaus | Langgestreckter Massivbau aus Hau- bzw. Bruchsteinmauerwerk und Fachwerkgiebel, mit Satteldach, Ende 18. Jahrhundert | D-6-72-157-44 | weitere Bilder |
| Kirchplatz 2 (Standort)                                 | Ehemaliges Forsthaus, ehemaliges Schulhaus                                                                                                 | Zweigeschossiger, verputzter Fachwerkbau mit Halbwalmdach, Mitte 18. Jahrhundert | D-6-72-157-1  | weitere Bilder |
| Kirchplatz 3 (Standort)                                 | Ehemalige Zehntscheune | Zweigeschossiger Halbwalmdach mit geohrten Fensterprofilen, um 1720 | D-6-72-157-2  | weitere Bilder |
| Kirchplatz 4 (Standort)                                 | Ehemaliges Wasserschloss | Dreigeschossiger Massivbau mit Halbwalmdach und zwei viergeschossigen Rundtürmen mit Zwiebelhauben am nördlichen und südlichen Gebäudeende, im Kern um 1600, barocke Umbauten, um 1750, im Norden Flügelanbau als Katholische Pfarrkirche St. Laurentius, Saalbau mit eingezogenem Chor, klassizistisch, im Süden mit modernem Kirchenerweiterungsbau von 1976, 1816 | D-6-72-157-3  | weitere Bilder |
| Kirchplatz 4 (Standort)                                 | Pavillon | Mit massivem Erdgeschoss, Fachwerkobergeschoss und Walmdach, 17. Jahrhundert | D-6-72-157-3  | weitere Bilder |
| Kirchplatz 4 (Standort)                                 | Bildstock | Reliefaufsatz mit Darstellung der Kreuzigung, Rückseite mit Pietà, flankiert von Fruchtgehängen, auf Rundsäule über Würfelpostament, Sandstein, um 1720 | D-6-72-157-3  | weitere Bilder |
| Kirchplatz 4, Esther-von-Rosenbach-Straße 23 (Standort) | Einfriedung | Hausteinmauerwerk, Sandstein, 17./18. Jahrhundert | D-6-72-157-3  | weitere Bilder |
| Kirchplatz 5, Schloßstraße 5 (Standort)                 | Ehemaliges Schlossgut, ehemaliges Verwalterhaus                                                                                            | Zweigeschossiger Massivbau mit Mansarddach mit Krüppelwalm und Mittelrisalit, in Formen des Neubarocks, mit Portalrahmung des 18. Jahrhunderts, um 1910 | D-6-72-157-45 | weitere Bilder |
| Kirchplatz 5, Schloßstraße 5 (Standort)                 | Ehemaliges Schlossgut, mehrere teilweise ehemalige Wirtschaftsgebäude                                                                      | Eines davon bezeichnet „1838“, 19. und frühes 20. Jahrhundert | D-6-72-157-45 | weitere Bilder |
| Kirchplatz 5, Schloßstraße 5 (Standort)                 | Ehemaliges Schlossgut, Einfriedung | Sandsteinpfeiler, Sandsteinquadermauerwerk und Schmiedeeisenzaun, gleichzeitig | D-6-72-157-45 | weitere Bilder |
| Kutschenweg (Standort)                                  | Wegkreuz | Kruzifix auf gebauchtem Sockel mit rocailleverzierter Inschriftenkartusche, Sandstein, um 1840 | D-6-72-157-19 | BW             |
| Lindenstraße 2 (Standort)                               | Ehemaliges evangelisch-lutherisches Pfarrhaus, jetzt Rathaus                                                                               | Zweigeschossiger Sandsteinquaderbau mit Walmdach, 1848 | D-6-72-157-4  | weitere Bilder |
| Lindenstraße 5 (Standort)                               | Ehemaliges Wohnstallhaus | Eingeschossiger Satteldachbau mit Zierfachwerk, bezeichnet „1690“ | D-6-72-157-5  | weitere Bilder |
| Lindenstraße 11 (Standort)                              | Ehemaliges Wohnstallhaus | Giebelständiger Fachwerkbau mit massivem Erdgeschoss und Satteldach, um 1700 | D-6-72-157-6  | weitere Bilder |
| Lindenstraße 18 (Standort)                              | Relieftafel | Mit Darstellung des Christus an der Geißelsäule, in moderner Wegkapelle, Sandstein, 1755 | D-6-72-157-7  | BW             |
| Maßbacher Weg (Standort)                                | Relieftafel | Mit barocker Darstellung der Heiligen Dreifaltigkeit, Sandstein, in moderner Wegkapelle, 1754 | D-6-72-157-16 | weitere Bilder |
| Nähe Maßbacher Straße (Standort)                        | Hausfigur | Marienfigur, Sandstein, um 1900 | D-6-72-157-42 | BW             |
| Nähe Maßbacher Straße (Standort)                        | Relief | Barocke Relieftafel des Auferstandenen mit Erlöserfahne umgeben von Putten, darunter Inschriftenkartusche, in Altarnische einer modernen Wegkapelle, Sandstein, bezeichnet „1755“ | D-6-72-157-17 | BW             |
| Nähe Seubrigshausener Weg (Standort)                    | Bildstock | Reliefaufsatz mit Darstellung der Heiligen Familie und auf der Rückseite mit Heiliger Katharina, auf Vierkantpfeiler über quadratischer Basisplatte, Sandstein, zweite Hälfte 18. Jahrhundert | D-6-72-157-22 | BW             |
| Nähe Theinfelder Straße (Standort)                      | Allee, sogenannte Lindenpromenade | Lindenbäume, teilweise mehrschiffig angelegt, 19. Jahrhundert | D-6-72-157-48 | weitere Bilder |
| Nähe Weichtunger Straße (Standort)                      | Bildstock | Rocailleverzierter Reliefaufsatz mit Darstellungen von Monstranz und Kruzifix, auf Vierkantpfeiler über leicht gebauchtem Sockel, Sandstein, bezeichnet „1844“ | D-6-72-157-20 | BW             |
| Nähe Weichtunger Weg (Standort)                         | Wegkreuz | Kruzifix auf Postament mit Inschriftenkartusche, darauf Skulptur der trauernden Muttergottes, Sandstein, bezeichnet „1913“ | D-6-72-157-21 | weitere Bilder |
| Parkstraße 5 (Standort)                                 | Ehemaliges Wohnstallhaus | Zweigeschossiger, giebelständiger Satteldachbau mit massivem Erdgeschoss und Fachwerkobergeschoss, um 1700 | D-6-72-157-8  | weitere Bilder |
| Parkstraße 7 (Standort)                                 | Wohnhaus | Zweigeschossiger, massiver Eckbau mit Mansarddach und Ecklisenen, frühklassizistisch, um 1800 | D-6-72-157-9  | weitere Bilder |
| Schäfereistraße 2 (Standort)                            | Ehemalige Schafscheune | Langgezogener, eingeschossiger Massivbau aus Hausteinmauerwerk mit Halbwalmdach, Sandstein, bezeichnet „1741“ | D-6-72-157-47 | BW             |
| Schaumbergplatz 1 (Standort)                            | Evangelisch-lutherische Pfarrkirche | Saalbau mit Satteldach und östlichem, zweigeschossigen Turm mit Spitzhelm, Turm wohl 15. Jahrhundert, Langhaus erneuert, 1727; mit Ausstattung | D-6-72-157-10 | weitere Bilder |
| Schloßfeld (Standort)                                   | Wegkreuz | Kruzifix auf Postament mit Inschrift, Muschelkalk, bezeichnet „1952“ | D-6-72-157-46 | BW             |
| Schloßstraße 2 (Standort)                               | Ehemaliges Bauernhaus | Eingeschossiger Satteldachbau mit massivem Erdgeschoss und Fachwerkobergeschoss, 18. Jahrhundert bis Mitte. 19. Jahrhundert | D-6-72-157-11 | weitere Bilder |
| Schloßstraße 6 (Standort)                               | Ehemaliges Wohnstallhaus | Zweigeschossiger Fachwerkbau mit massivem Erdgeschoss und einer Christusskulptur als Hausfigur, Sandstein, erste Hälfte 19. Jahrhundert | D-6-72-157-12 | weitere Bilder |
| Stadtlauringer Weg (Standort)                           | Kreuzschlepper | Skulptur des Kreuz tragenden Christus auf Rundsäule mit getrepptem Aufsatz und Inschriftenkartusche, über Basisplatte, Sandstein, bezeichnet „1739“ | D-6-72-157-18 | BW             |

### Rothhausen
| Lage                                 | Objekt                                          | Beschreibung | Akten-Nr.     | Bild           |
| ------------------------------------ | ----------------------------------------------- | --- | ------------- | -------------- |
| An der Linde 1 (Standort)            | Ehemaliges Bauernhaus                           | Zweigeschossiger, giebelständiger Fachwerkbau mit massivem Erdgeschoss und Halbwalmdach, erste Hälfte 19. Jahrhundert                                                                                           | D-6-72-157-25 | weitere Bilder |
| An der Linde 2 (Standort)            | Evangelisch-lutherische Kirche St. Aegidius     | Chorturmkirche, ehemalige Simultankirche, Saalbau mit eingezogenem Chor und Chorturm, dieser im Kern erstes Viertel 14. Jahrhundert, Turmerhöhung, bezeichnet „1608“, Langhaus 17. Jahrhundert; mit Ausstattung | D-6-72-157-24 | weitere Bilder |
| An der Linde 5 (Standort)            | Bauernhaus                                      | Zweigeschossiger, giebelständiger Fachwerkbau mit massivem Erdgeschoss und Satteldach, bezeichnet „1734“ | D-6-72-157-26 | weitere Bilder |
| An der Linde 5 (Standort)            | Hoftoranlage                                    | Mit Pforte, Sandstein, bezeichnet „1827“ | D-6-72-157-26 | Hoftoranlage   |
| An der Linde 7 (Standort)            | Ehemaliges Bauernhaus                           | Zweigeschossiger, verputzter Fachwerkbau mit hohem Sockelbereich und Satteldach, 17./18. Jahrhundert | D-6-72-157-50 | BW             |
| An der Linde 7 (Standort)            | Hoftoranlage                                    | Sandsteinpfeiler, bezeichnet „1862“ | D-6-72-157-50 | BW             |
| An der Linde 9 (Standort)            | Wohnhaus                                        | Zweigeschossiger, giebelständiger Fachwerkbau mit massivem Erdgeschoss und Satteldach, um 1800 | D-6-72-157-27 | weitere Bilder |
| An der Linde 9 (Standort)            | Hoftoranlage                                    | Sandsteinpfeiler, 19. Jahrhundert | D-6-72-157-27 | Hoftoranlage   |
| An der Linde, vor Nr. 12 (Standort)  | Hofportal                                       | Sandstein, um 1800 | D-6-72-157-23 | weitere Bilder |
| Kreuzberg, Rothhauser Weg (Standort) | Wegkreuz                                        | Kruzifix auf Tischsockel mit Inschrift, Corpus erneuert, Sandstein, bezeichnet „1852“ | D-6-72-157-30 | BW             |
| Kreisstraße KG 11 (Standort)         | Wegkreuz                                        | Holzkruzifix, Kreuz 1952 erneuert, Corpus vom Vorgängerkreuz, wohl 1899 | D-6-72-157-32 | BW             |
| Rathausstraße (Standort)             | Bildstock                                       | Aufsatz mit Marienfigur in kielbogiger Nische und Bekrönungskreuz, auf abgefastem Vierkantschaft, über Tischsockel, neugotisch, Sandstein, um 1900                                                              | D-6-72-157-31 | BW             |
| Rathausstraße 5 (Standort)           | Ehemaliges Rat- und Hirtenhaus mit Dorfschmiede | Eingeschossiger Fachwerkbau mit massivem Sockelgeschoss und Satteldach, im Kern spätes 18. Jahrhundert, nach 1847 weitreichend erneuert                                                                         | D-6-72-157-28 | weitere Bilder |
| Stadtlauringer Straße 11 (Standort)  | Katholische Filialkirche St Aegidius            | Saalbau mit eingezogenem Chor und nordwestlichem Chorturm mit Spitzhelm, barockisierend, 1923/24; mit Ausstattung                                                                                               | D-6-72-157-29 | weitere Bilder |
| Stadtlauringer Straße 11 (Standort)  | Einfriedung                                     | Sandsteinpfeiler, bezeichnet „1924“ | D-6-72-157-29 | weitere Bilder |
| Stadtlauringer Straße 11 (Standort)  | Heiligenfigur                                   | Skulptur der Heiligen Barbara auf Postament mit Inschrift, Sandstein, um 1910 | D-6-72-157-29 | weitere Bilder |
| Stadtlauringer Straße 13 (Standort)  | Ehemalige Schule                                | Zweigeschossiger, traufständiger Sandsteinquaderbau mit Satteldach, um 1890 | D-6-72-157-51 | weitere Bilder |

### Theinfeld
| Lage                                        | Objekt                               | Beschreibung | Akten-Nr.     | Bild           |
| ------------------------------------------- | ------------------------------------ | --- | ------------- | -------------- |
| Am Anger 5 (Standort)                       | Ehemalige Schule                     | Zweigeschossiger Sandsteinquaderbau mit Satteldach und Freitreppe, Mitte 19. Jahrhundert | D-6-72-157-52 | weitere Bilder |
| Dorfstraße 38 (Standort)                    | Ehem. Wohnstallhaus                  | Zweigeschossiger Fachwerkbau mit massivem Erdgeschoss und Krüppelwalmdach, um 1760 | D-6-72-157-54 | weitere Bilder |
| Gänsleiten, Unterm Holz (Standort)          | Kreuzweg                             | Kruzifix mit Kreuzwegstationen, Kruzifix auf Tischsockel mit Inschrift, Corpus von Valentin Weidner, Sandstein, bezeichnet „1905“ nicht nachqualifiziert, im Bayerischen Denkmal-Atlas nicht kartiertb                   | D-6-72-157-36 | weitere Bilder |
| Gänsleiten, Unterm Holz (Standort)          | Kreuzweg                             | Vierzehn Stationen in Form von Nischenaufsätzen mit segmentbogigem Aufsatz und Reliefdarstellung, auf Sockel mit Inschrift, Sandstein, gleichzeitig nicht nachqualifiziert, im Bayerischen Denkmal-Atlas nicht kartiertb | D-6-72-157-36 | weitere Bilder |
| Grendelsteig (Standort)                     | Bildstock                            | Reliefaufsatz mit Darstellungen einer Pietà vor dem Kreuz, flankiert von Johannes dem Evangelisten und Johannes dem Täufer, mit Kreuzbekrönung, auf Rundsäule, über Tischsockel, Sandstein, um 1760                      | D-6-72-157-34 | BW             |
| Hirtenanger 6 (Standort)                    | Katholische Filialkirche St Matthias | Turm mit Spitzhelm, im Kern romanisch, Obergeschoss von 1747, sonst Neubau von 1972; mit Ausstattung | D-6-72-157-33 | weitere Bilder |
| Kapellenweg, Seubrigshäuser Pfad (Standort) | Heiligenfigur                        | Holzskulptur einer Immaculata, um 1770, in moderner Wegkapelle | D-6-72-157-39 | BW             |
| Nähe Dorfstraße (Standort)                  | Gedenkkreuz                          | Sogenanntes Heimkehrerkreuz, Kruzifix auf Tischsockel mit Inschrift, Sandstein, von Franz Schmöger, bezeichnet „1951“ | D-6-72-157-53 | BW             |
| Thundorfer Weg (Standort)                   | Bildstock                            | Reliefaufsatz mit Darstellungen der Heiligen Familie und Johannes des Täufers auf der Rückseite, auf Vierkantschaft über Sockel, Reliefs stark verwittert, Sandstein, bezeichnet „1764“                                  | D-6-72-157-37 | BW             |
| Unterm Holz (Standort)                      | Zwei Epitaphien                      | Mit Reliefdarstellungen eines Mannes und zweier Wappenkartuschen mit Inschriftenfeld, Sandstein, 17. Jahrhundert | D-6-72-157-35 | BW             |

## Ehemalige Baudenkmäler
| Lage                                              | Objekt                   | Beschreibung                                        | Akten-Nr.     | Bild |
| ------------------------------------------------- | ------------------------ | --------------------------------------------------- | ------------- | ---- |
| Thundorf Esther-von-Rosenbach-Straße 3 (Standort) | Ehemaliges Wohnstallhaus | Eingeschossiger Fachwerkbau mit Satteldach, um 1700 | D-6-72-157-43 | BW   |